# الحنكة (حفاش)

تعديل مصدري - تعديل

الحنكة هي إحدى قرى عزلة الذارى بمديرية حفاش التابعة لمحافظة المحويت، بلغ تعداد سكانها 296 نسمة حسب تعداد اليمن لعام 2004.